# Бурлаков, Матвей Прокопьевич
Матвей Прокопьевич Бурлако́в (19 августа 1935, Улан-Удэ, Восточно-Сибирский край — 8 февраля 2011, Москва) — советский и российский военачальник, генерал-полковник (1988). Главнокомандующий Западной группой войск (1990—1994); командующий Южной группой войск (1988—1990)

## Биография
Родился 19 августа 1935 года в Улан-Удэ (Бурятия). Окончил школу № 42.
На военной службе с 1954 года. Окончил Омское военное пехотное училище имени М. В. Фрунзе (1957), Военную академию имени М. В. Фрунзе (1968), Военную академию Генерального штаба Вооружённых Сил СССР имени К. Е. Ворошилова (1977), Высшие академические курсы при этой академии (1986).
Службу начал в сентябре 1957 года командиром стрелкового взвода. С сентября 1961 по сентябрь 1965 года — командир стрелковой роты. После окончания Военной академии имени М. В. Фрунзе — зам. командира мотострелкового полка в Печенге. С декабря 1969 — командир мотострелкового полка в Ленинградской области. С сентября 1973 по декабрь 1975 года — командир 77-й гвардейской мотострелковой Московско-Черниговской дивизии Ленинградского военного округа (дислоцировалась в Архангельской области). После окончания Военной академии Генерального штаба ВС СССР назначен командиром 31-го армейского корпуса Закавказского военного округа (Кутаиси).
С 1979 года по 1983 — командующий 39-й общевойсковой армией в Монголии, с июня 1983 года — начальник штаба Забайкальского военного округа.
С июня 1988 по декабрь 1990 года — командующий Южной группой войск. В этой должности начал вывод советских войск из Венгрии.
С декабря 1990 года — Главнокомандующий Западной группой войск (бывшая ГСВГ). Назначен на должность Президентом СССР Михаилом Горбачёвым по представлению Министра обороны СССР Маршала Советского Союза Дмитрия Язова. Первый Главнокомандующий группой, не участвовавший в Великой Отечественной войне. Последний, 16-й по счёту Главнокомандующий группой войск в Германии. После распада СССР переназначен на должность Президентом РФ Борисом Ельциным 26 сентября 1992 года.
За сорок девять лет нахождения наших войск в Германии мы никогда никого не устрашали, но и никого не боялись. Являясь самой мощной группировкой Советских и Российских Вооруженных сил, Западная группа честно выполняла свою историческую миссию по обеспечению мира и стабильности в Европе. Еще неизвестно, как бы сложилось послевоенное устройство мира, не будь советских войск в Германии, Чехословакии, Венгрии и Польше.
— Генерал-полковник М.П. Бурлаков
На этом посту не раз оказывался в центре внимания СМИ в связи со скандальными разоблачениями широкомасштабной коррупции в ЗГВ и расхищения ее имущества..
После вывода Западной группы войск из Германии и её расформирования, с августа 1994 года — заместитель Министра обороны РФ. В ноябре 1994 года, после убийства Дмитрия Холодова, расследовавшего преступления в ЗГВ и обличавшего в них Бурлакова и министра обороны Грачева, отстранён от занимаемой должности и в феврале 1995 года отправлен в отставку.
Возглавлял Союз ветеранов Западной группы войск (ГСВГ) с 19 февраля 1994 года до самой смерти.
Жена Виктория Николаевна, сын и дочь.
Скончался 8 февраля 2011 года. Похоронен на Троекуровском кладбище Москвы.

## Награды
- Орден Красного Знамени,
- Орден Красной Звезды,

Памятник на Троекуровском кладбище Москвы

- Орден «За службу Родине в Вооружённых Силах СССР» III степени,
- Орден Красного Знамени (МНР),
- Медали СССР,
- Медали РФ.

## Память
- Памятная доска на здании школы № 42 Улан-Удэ[5].
- Бюст в парке имени Орешкова в Улан-Удэ[6].